# Allrode
Allrode là một đô thị ở huyện Harz, bang Saxony-Anhalt, Đức. Đô thị này có diện tích 17,41 km2.